# Glee
Glee je muzikálový televizní seriál, který produkovala americká společnost 20th Century Fox. Na stanici Fox byl vysílán v letech 2009–2015, v šesti řadách vzniklo celkem 121 dílů. V ČR vysílaly první tři sezóny v letech 2010–2012 televizní stanice Prima Cool a Prima Love. Hlavním tématem seriálu je středoškolský pěvecký sbor, který se účastní soutěže školních sborů, tzv. glee klubů. Zároveň seriál ukazuje, jak se členové sboru musejí vyrovnávat s problémy kolem vztahů, sexuality a se sociálními otázkami. Seriál ukazuje, jak těžké je býti studentem na střední škole.

## Herci

### Hlavní role
| Herec             | Postava            | Český dabing                    | Série            |
| ----------------- | ------------------ | ------------------------------- | ---------------- |
| Dianna Agronová   | Quinn Fabray       | Lucie Vondráčková, Anna Remková | 1, 2, 3, 4, 5, 6 |
| Chris Colfer      | Kurt Hummel        | Jan Cina                        | 1, 2, 3, 4, 5, 6 |
| Darren Criss      | Blaine Anderson    | Michal Michálek                 | 2, 3, 4, 5, 6    |
| Jessalyn Gilsig   | Terri Schuester    | Barbora Munzarová               | 1, 2, 6          |
| Jane Lynch        | Sue Sylvester      | Valérie Zawadská                | 1, 2, 3, 4, 5, 6 |
| Jayma Mays        | Emma Pillsbury     | Klára Sedláčková                | 1, 2, 3, 4, 5, 6 |
| Kevin McHale      | Artie Abrams       | Vojtěch Hájek                   | 1, 2, 3, 4, 5, 6 |
| Lea Michele       | Rachel Berry       | Kristýna Hlaváčková             | 1, 2, 3, 4, 5, 6 |
| Cory Monteith     | Finn Hudson        | Petr Neskusil                   | 1, 2, 3, 4       |
| Heather Morris    | Brittany S. Pierce | Ivana Korolová, Marika Šoposká  | 1, 2, 3, 4, 6    |
| Matthew Morrison  | William Schuester  | David Švehlík                   | 1, 2, 3, 4, 5, 6 |
| Mike O'Malley     | Burt Hummel        | Jan Vondráček                   | 1, 2, 3, 4, 5, 6 |
| Amber Riley       | Mercedes Jones     | Eliška Nezvalová                | 1, 2, 3, 4, 6    |
| Naya Rivera       | Santana Lopez      | Marika Šoposká, Ivana Korolová  | 1, 2, 3, 4, 5, 6 |
| Harry Shum mladší | Mike Chang         | Libor Bouček, Jan Nedvěd ml.    | 1, 2, 3, 4, 6    |
| Jenna Ushkowitz   | Tina Cohen-Chang   | Terezie Taberyová               | 1, 2, 3, 4, 5, 6 |

### Vedlejší role
| Herec              | Postava                    | Český dabing                  | Série         |
| ------------------ | -------------------------- | ----------------------------- | ------------- |
| Iqbal Theba        | ředitel Figgins            | Libor Terš                    | 1, 2, 3, 4    |
| Lauren Potter      | Becky Jackson              | Jitka Moučková, Jitka Ježková | 1, 2, 3, 4    |
| Chord Overstreet   | Sam Evans                  | Jan Škvor, Radek Škvor        | 2, 3, 4, 5, 6 |
| Max Adler          | Dave Karofsky              | Libor Bouček                  | 1, 2, 3, 6    |
| Jonathan Groff     | Jesse St. James            | Michal Holán                  | 1, 2, 3       |
| Dot Jones          | Shannon Beiste             | Zuzana Slavíková              | 2, 3, 4, 5, 6 |
| Ashley Fink        | Lauren Zizes               | Klára Šumanová                | 1, 2, 3, 4    |
| Bill A. Jones      | Rod Remington              | Daniel Dítě                   | 1, 2, 3       |
| James Earl         | Azimio                     | Radek Kuchař                  | 1, 2          |
| Idina Menzel       | Shelby Corcoran            | Petra Hobzová                 | 1, 3          |
| Romy Rosemont      | Carole Hudson              | Radana Herrmannová            | 1, 2, 3, 4, 5 |
| Josh Sussman       | Jacob Ben Israel           | Matouš Ruml                   | 1, 2, 3, 4    |
| Stephen Tobolowsky | Sandy Ryerson              | Pavel Šrom                    | 1, 2          |
| Robin Trocki       | Jean Sylvester             | Dana Syslová                  | 1, 2          |
| Vanessa Lengies    | Sugar Motta                | Rozita Erbanová               | 3, 4          |
| Damian McGinty     | Rory Flanagan              | Braňo Holiček                 | 3, 4          |
| Samuel Larsen      | Joe Hart                   | Robert Hájek                  | 3, 4          |
| Alex Newell        | Wade "Unikát" Adams        | Klára Šumanová                | 3, 4, 5, 6    |
| Grant Gustin       | Sebastian Smythe           | Daniel Krejčík                | 3, 4, 5       |
| Dijon Talton       | Matt Rutherford            |                               | 1             |
| John Stamos        | Carl Howell                | Libor Hruška                  | 2             |
| Kent Avenido       | Howard Bamboo              | Radek Kuchař                  | 1, 2          |
| Patrick Gallagher  | Ken Tanaka                 | Bohdan Tůma                   | 1             |
| Jennifer Aspen     | Kendra Giardi              | René Slováčková               | 1             |
| NeNe Leakes        | Roz Washington             | Irena Hrubá                   | 3, 4          |
| Dean Geyer         | Brody Weston               |                               | 4             |
| Blake Jenner       | Ryder Lynn                 |                               | 4, 5          |
| Jacob Artist       | Jake Puckerman             |                               | 4, 5          |
| Melissa Benoist    | Marley Rose                |                               | 4, 5          |
| Becca Tobin        | Kitty Wilde                |                               | 4, 5, 6       |
| Nolan Gerard Funk  | Hunter Clarington          |                               | 4             |
| Demi Lovato        | Dani                       |                               | 5             |
| Adam Lambert       | Elliot "Starchild" Gilbert |                               | 5             |
| Laura Dreyfuss     | Madison McCarthy           |                               | 6             |
| Billy Lewis, Jr.   | Mason McCarthy             |                               | 6             |
| Marshall Williams  | Spencer Porter             |                               | 6             |
| Noah Guthrie       | Roderick                   |                               | 6             |

### Hostující role
- Kate Hudson jako Cassandra July
- Sarah Jessica Parker jako Isabelle Wright
- Whoopi Goldbergová jako Carmen Tibideaux
- Gwyneth Paltrow jako Holly Holiday, v epizodách Suplentka, Sexy a Večer přehlížených
- Helen Mirrenová jako vnitřní hlas Becky Jackson v epizodách Ano/Ne a Plesosaurus
- Kristin Chenoweth jako April Rhodes, v epizodách Návrat nezdárné dcery, Domov a Drby
- Jeff Goldblum jako Hiram Berry
- Brian Stokes Mitchell jako LeRoy Berry
- Tamlyn Tomitová jako Julia Chang
- Keong Sim jako Mike Chang starší
- Curt Mega jako Nick
- Charice Pempengco jako Sunshine Corazon, v epizodách Konkurz, Večer přehlížených a New York
- Neil Patrick Harris jako Bryan Ryan, v epizodě Sni dál
- Matt Bomer jako Cooper Anderson, v epizodě Velký bratr
- Gloria Estefan jako Maribel Lopez, v epizodě Sbohem a šáteček
- Cheyenne Jackson jako Dustin Goolsby, v epizodách Konkurz, Večer přehlížených a New York
- Josh Groban hrál sám sebe v epizodách Bratři v hitu a Cesta
- Olivia Newton-Johnová hrála samu sebe v epizodách Špatná pověst a Cesta
- Kathy Griffin jako Tammy Jean Albertson, v epizodě New York
- Loretta Devine jako sestra Mary Constance, v epizodě New York
- Ricky Martin jako David Martinez, v epizodě Učitel španělštiny
- Lindsay Pearce jako Harmony, v epizodách Projekt „Fialové piano“ a Drž si svých 16
- Lindsay Lohan a Perez Hilton hráli sami sebe v epizodě Finále
- Rex Lee jako Martin Fong, v epizodě Finále
- John Schneider jako Samův otec
- Eve jako Grace Hitchens, v epizodách Vlasografie a Okresní kolo
- Michael Hitchcock jako Dalton Rumba, v epizodách Vlasografie a Okresní kolo
- Whit Hertford jako Dakota Stanley, v epizodě Bratři v hitu
- John Lloyd Young jako Henri St. Pierre, v epizodě Bratři v hitu
- Eric Bruskotter jako Cooter Menkins
- Charlotte Ross jako Judy Fabray
- Valerie Mahaffey a Don Most jako Rose a Rusty Pillsburyovi, v epizodách Asijská pětka a Ano/Ne
- Thomas Calabro jako Puckův otec
- Molly Shannon jako Brenda Castle
- Trisha Rae Stahl jako matka Marley
- Ivonne Coll jako babička Santany
- Sarah Drew jako Suzie Pepper
- LaMarcus Tinker jako Shane Tinsley

## Děj
Will Schuester (Matthew Morrison) je učitel španělštiny na fiktivní střední škole William McKinley High School v Limě v americkém státě Ohio. Když je propuštěn učitel hudby a dosavadní vedoucí hudebního souboru kvůli podezření ze zneužívání studentů, rozhodne se, že převezme vedení souboru. Jako žák byl sám členem tehdy významného a úspěšného sboru a chtěl by nyní navázat na jeho dávné úspěchy. Přitom se musí potýkat s různými těžkostmi (např. napnutý rozpočet) a především se Sue Sylvesterovou (Jane Lynch). Ta je trenérkou místních roztleskávaček a obává se o své přednostní postavení ve škole, takže se neustále pokouší sbor sabotovat. Další problémy mu způsobuje vlastní manželka Terri (Jessalyn Gilsig).
Další hlavní postavou seriálu je výchovná poradkyně Emma Pilsburyová (Jayma Mays) a také osm členů sboru, které ztvárnili Dianna Agronová, Chris Colfer, Kevin McHale, Lea Michele, Cory Monteith, Amber Riley, Mark Salling a Jenna Ushkowitz. Také oni řeší rozličné problémy. Rachel Berryová (Lea Michele) by se chtěla stát hvězdou. Kurt (Chris Colfer) je gay, čelí šikaně kvůli své sexuální orientaci a bojí se, jak otec přijme jeho homosexualitu. Hráči amerického fotbalu Finn (Cory Monteith) a Puck (Mark Salling) a roztleskávačka Quinn (Dianna Agronová) se zapletou do výbušného milostného trojúhelníku, protože Quinn otěhotní s Puckem, ale tvrdí že je to dítě Finnovo, nicméně pravda nakonec vyjde najevo.
V druhé sérii se hlavními postavami stali další dvě členky sboru a otec jednoho z členů sboru, které hrají Naya Rivera, Heather Morris a Mike O'Malley. Ve třetí sérii k hlavním postavám přibyli Mike Chang (Harry Shum mladší) a Blaine Anderson (Darren Criss) a naopak seriál opustili Gilsig a O'Malley. Ve čtvrté sérii již mezi hlavní postavy nepatřily Quinn Fabrayová a Emma Pillsburyová a objevují se zde pouze ve vedlejších rolích. Mezi hlavní postavy se dostal Sam Evans v podání Chorda Overstreeta.

## Produkce
Seriál vytvořili Ryan Murphy, Brad Falchuk a Ian Brennan, kteří zprvu zamýšleli natočit Glee jako film. Pilotní díl byl odvysílán 19. května 2009 a první řada běžela od 9. září 2009 do 8. června 2010. Druhá řada se začala vysílat 21. září 2010, další následovaly. V každém dílu seriálu je několik hudebních vystoupení vybíraných Murphym, který se snaží o vyrovnanost muzikálových hitů a písní z hitparád.
Písně, jejichž cover verze se v seriálu objeví, jsou vydávány přes iTunes Store v týdnu vysílání. CD s písněmi z Glee jsou poté vydávány vydavatelstvím Columbia Records. Hudba z Glee se setkala s velkým komerčním úspěchem: singlů se digitálně prodalo více než 13 milionů a CD přibližně 5 milionů. Dále byl seriál vydán také na DVD a Blu-ray, vyšly knihy s tematikou Glee, aplikace pro iPad a karaoke hra pro herní konzoli Wii.
Dne 14. července 2013 bylo oznámeno, že zemřel jeden z představitelů hlavních postav, Cory Monteith. Nedlouho poté tvůrci (konkrétně se o tom v rozhovoru zmínil Ryan Murphy) seriálu oznámili, že vážně uvažují o jeho okamžitém zrušení. Dne 17. října 2013 bylo oficiálně oznámeno, že vzhledem k Monteithovově smrti, která zasáhla štáb a herce do takové míry, že dále již pokračovat nechtějí, bude seriál ukončen pátou sérií. I přes toto ohlášení byla nakonec objednána šestá závěrečná řada, jež byla odvysílána v roce 2015.
Na veřejnost se také díky časopisu Entertainment Weekly dostala informace o tom, jak by byl seriál ukončen, kdyby Monteith žil.

## Ocenění
Během první série se Glee dostávalo převážně pozitivní kritiky, na stránce Metacritic dostal z 18 hodnocení průměr 77 %. První řada získala devatenáct nominací na ceny Emmy, čtyři na Zlatý glóbus, šest na Satellite Awards a 57 na jiné ceny. Z nominací byl nakonec získán jeden Zlatý glóbus v kategorii Nejlepší seriál (komedie/muzikál) pro rok 2010 a tři ceny Emmy - z herců pro Jane Lynch a Neila Patricka Harrise, který se objevil v epizodní roli, ze štábu pro Ryana Murphyho za režii pilotního dílu.
Druhá řada byla nominována na pět Zlatých glóbů, včetně kategorie Nejlepší seriál (komedie) a nominací pro Matthewa Morrisona, Jane Lynch, Leu Michele a Chrise Colfera. Z nich získali v roce 2011 cenu 2. série (Nejlepší seriál (komedie)), Jane Lynch (Nejlepší herečka ve vedlejší roli seriálu) a Chris Colfer (Nejlepší herec ve vedlejší roli seriálu).

## Písně v seriálu
- Seznam písní v 1. sérii seriálu Glee
- Seznam písní v 2. sérii seriálu Glee
- Seznam písní v 3. sérii seriálu Glee
- Seznam písní v 4. sérii seriálu Glee
- Seznam písní v 5. sérii seriálu Glee
- Seznam písní v 6. sérii seriálu Glee

## Fotogalerie

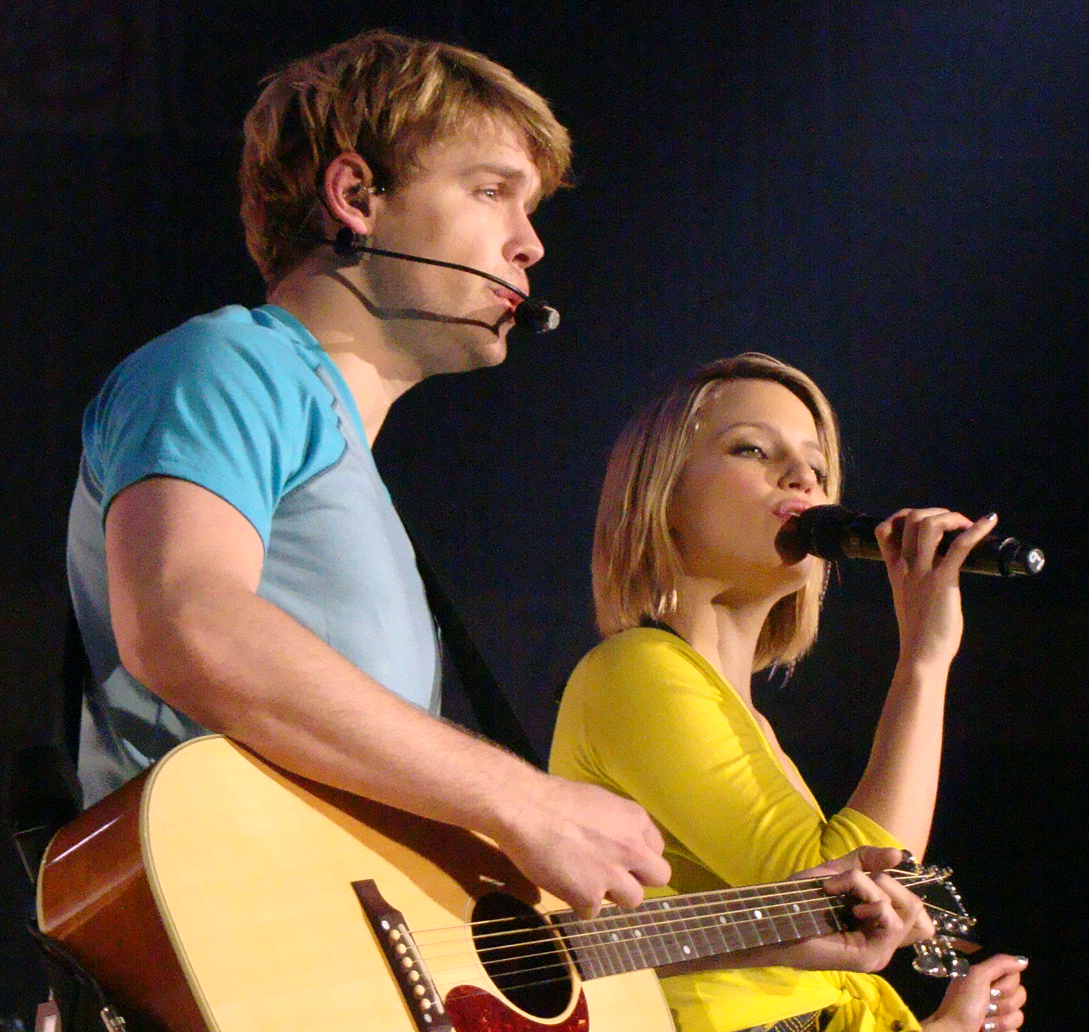
Chord Overstreet (Sam Evans) a Dianna Agron (Quinn Fabray)
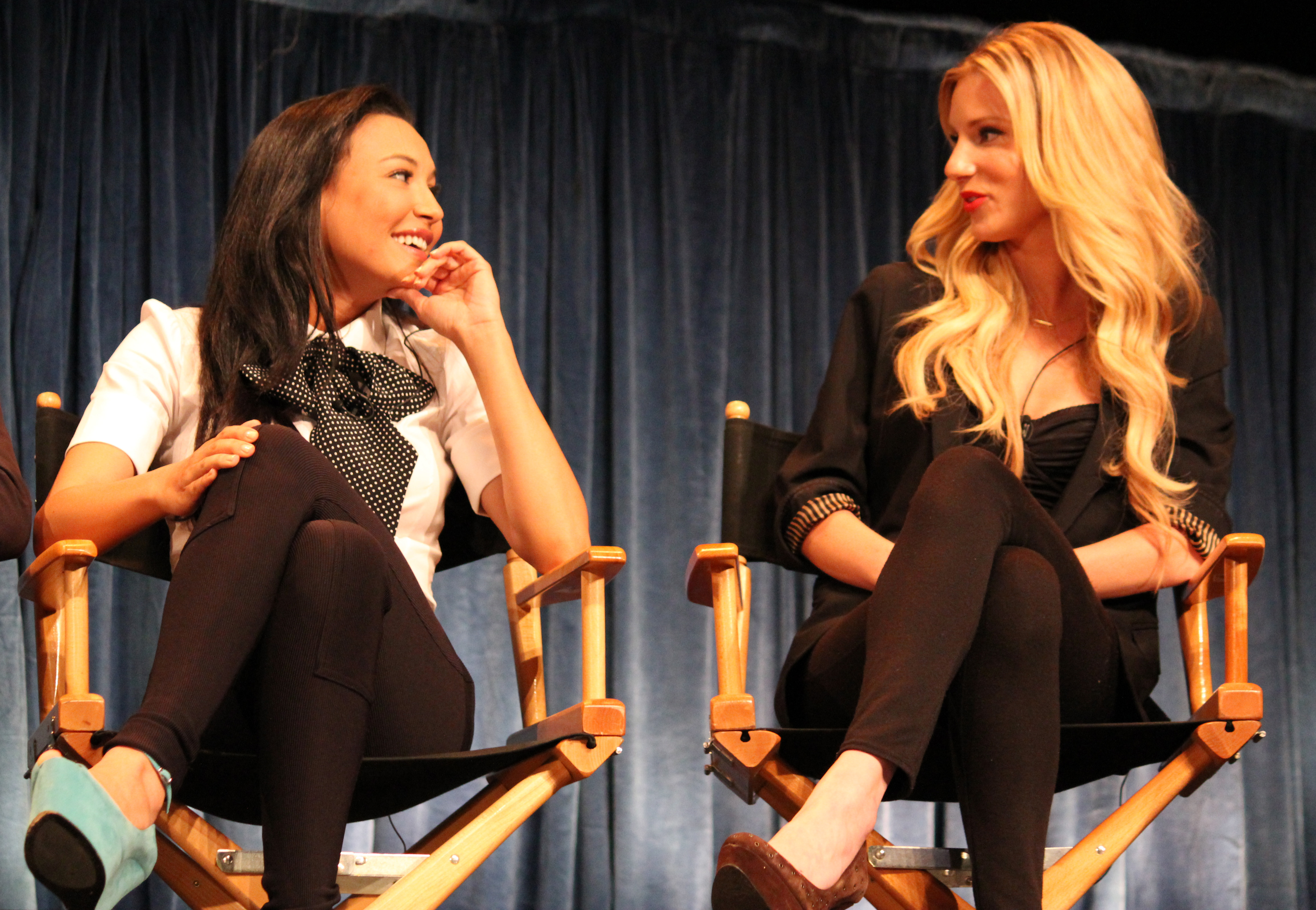
Naya Rivera a Heather Morris
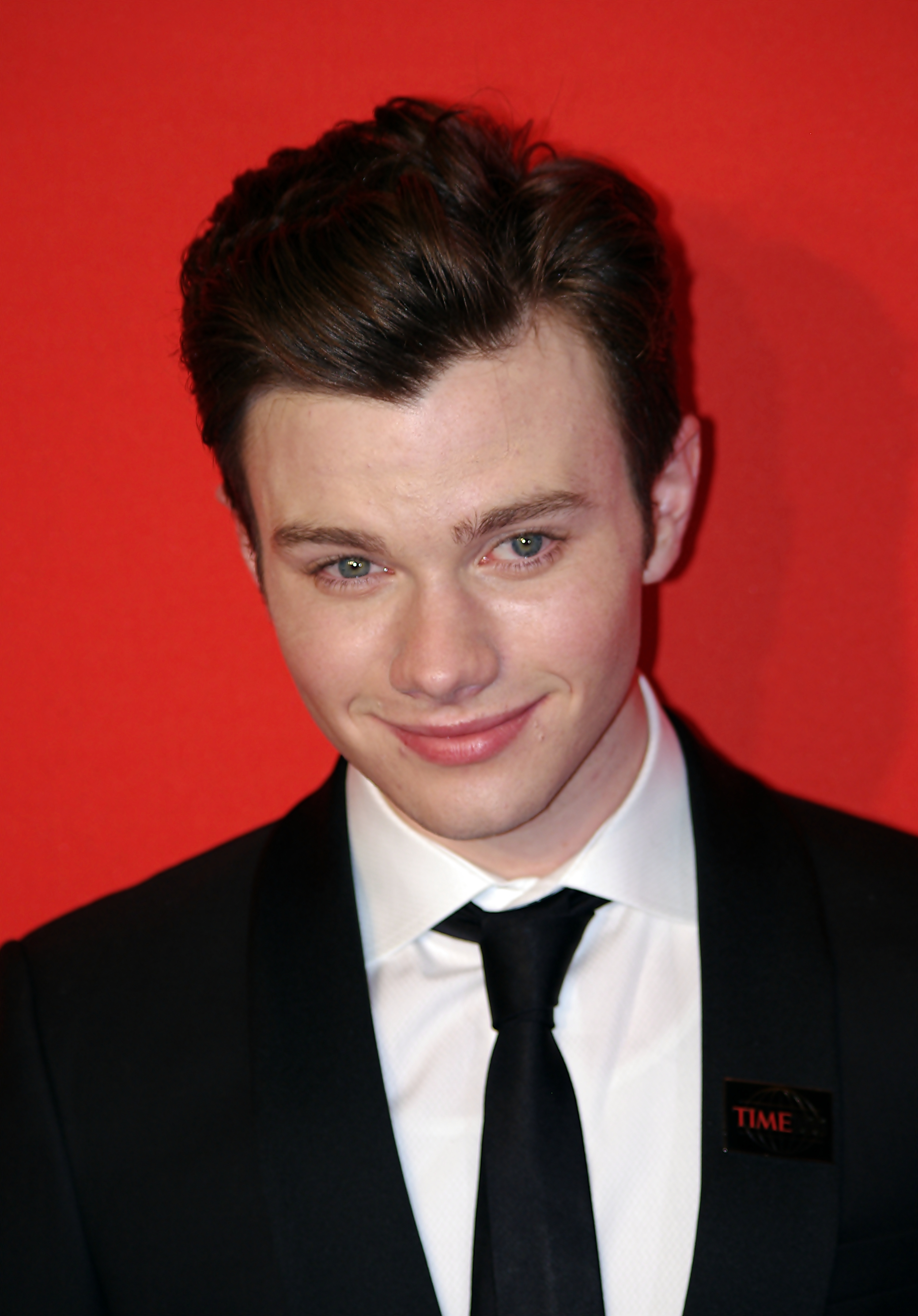
Chris Colfer 2011 Shankbone
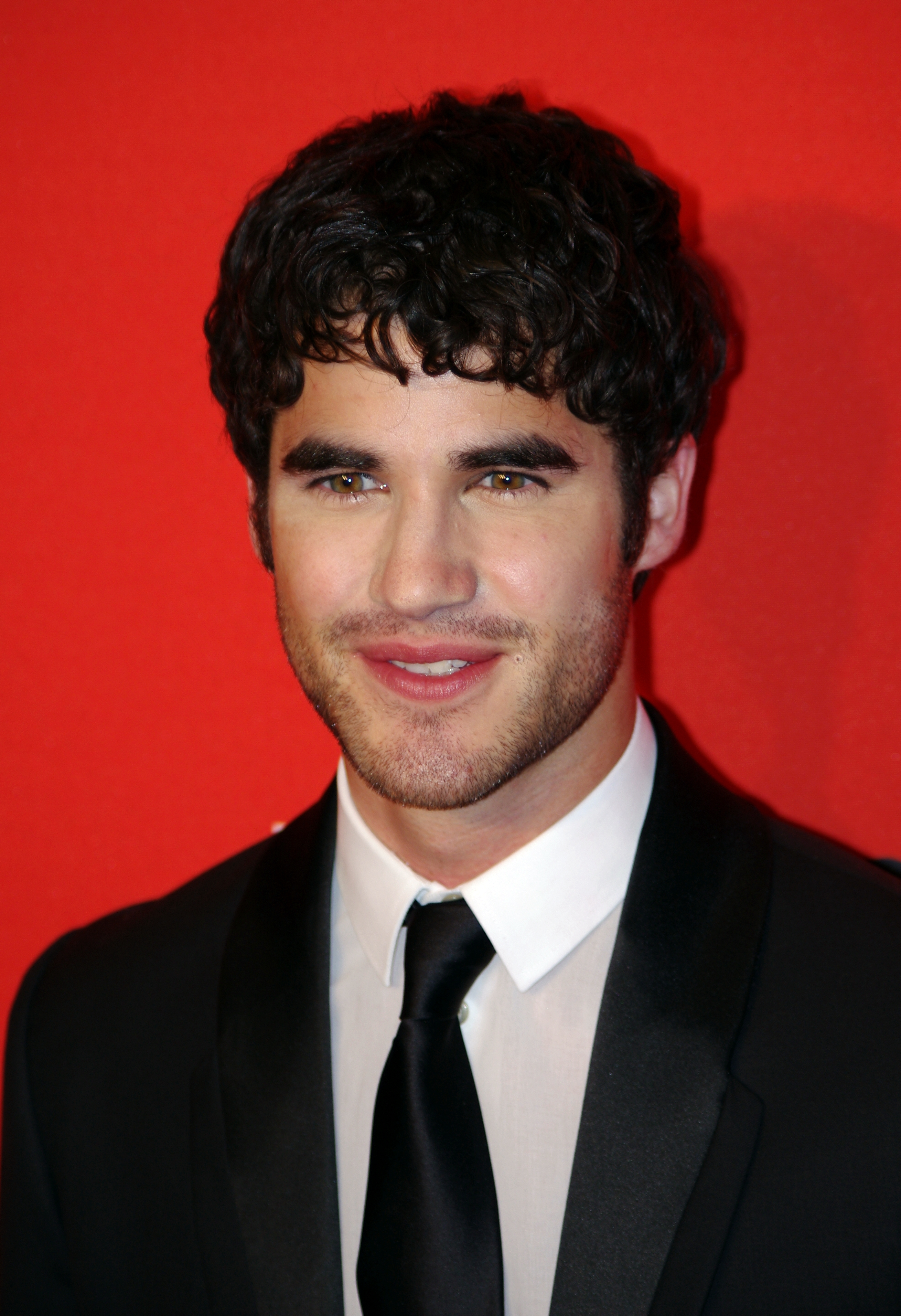
Darren Criss 2011 Shankbone
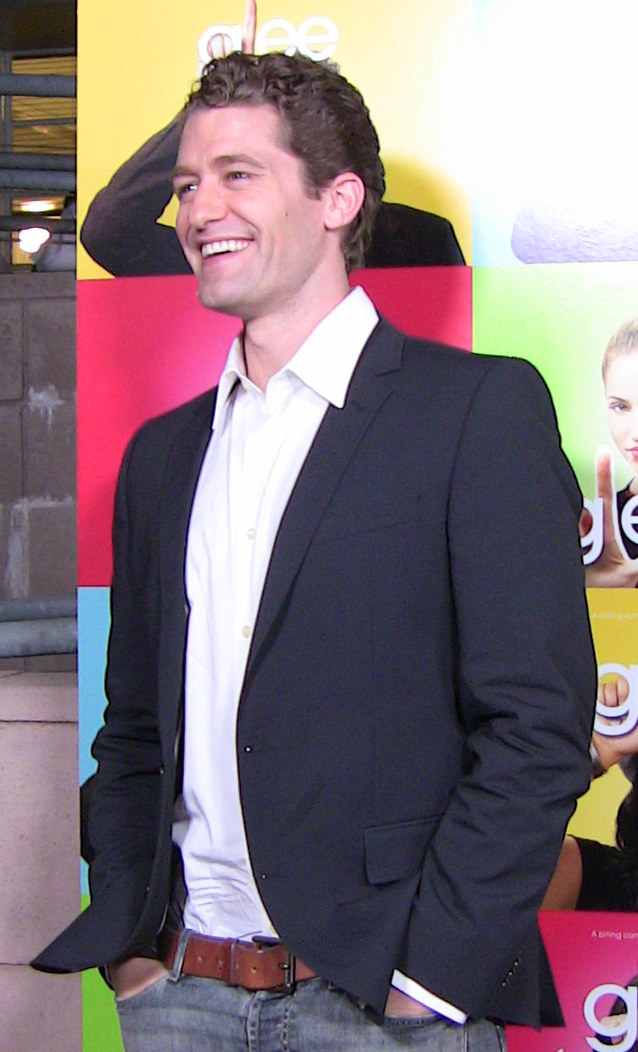
Matthew Morrison 2009
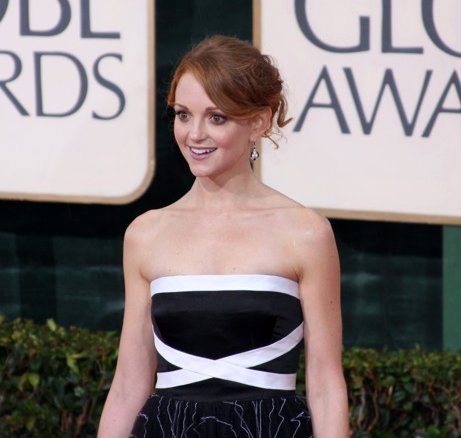
Jayma Mays